# Friedrichshain-Kreuzberg
Friedrichshain-Kreuzberg er det andet af Berlins tolv distrikter (tysk: Bezirke). Det udgøres af bydelene (tysk: Ortsteile) Friedrichshain og Kreuzberg.
Med et areal på 20,2 km2 og et befolkningstal på 290.386 (2020) er Friedrichshain-Kreuzberg det henholdsvis mindste og femtemindst folkerige distrikt i Berlin. Med 14.376 indbyggere pr. km2 har distriktet byens højeste befolkningstæthedsgrad. 
Distriktets lokale borgerrepræsentation (tysk: Bezirksverordnetenversammlung) domineres af partiet Bündnis 90/Die Grünen med 20 ud af 55 pladser. Siden 2013 har Monika Hermann (Bündnis 90/Die Grünen) været Friedrichshain-Kreuzbergs distriktsborgmester (tysk: Bezirksbürgmeister). Hun udgør sammen med fire øvrige forvaltere (tysk: Bezirksstadträte), valgt af Friedrichshain-Kreuzbergs borgerrepræsentation, distriktets daglige ledelse (tysk: Bezirksamt).
Friedrichshain lå tidligere i Østberlin, mens Kreuzberg lå i Vestberlin. De to bydele adskiller sig markant fra hinanden i deres befolkningssammensætning. 32,8% af befolkningen i Kreuzberg er af anden etnisk herkomst end tysk, mens det i Friedrichshain kun er 8,7%. Også aldersmæssigt er der store forskelle. Der er således markant flere indbyggere i Kreuzberg, der er mellem 35 og 60 år, end der er i Friedrichshain.

## Friedrichshain-Kreuzbergs bydele
Friedrichshain-Kreuzberg er inddelt i følgende bydele:
| Bydele              | Areal (km2) | Befolkningstal 31. december 2020 | Befolkningstæthed pr. km2 |
| ------------------- | ----------- | -------------------------------- | ------------------------- |
| 0201 Friedrichshain | 9,78        | 136.652                          | 13.973                    |
| 0202 Kreuzberg      | 10,40       | 153.135                          | 14.725                    |

## Politik

### Distriktsforvaltningen i Friedrichshain-Kreuzberg
Den daglige politiske ledelse af distriktet varetages af følgende distriktsforvaltere:
| Distriktsforvaltere                           | Parti                 |
| --------------------------------------------- | --------------------- |
| Distriktsborgmester Monika Hermann            | Bündnis 90/Die Grünen |
| Vicedistriktsborgmester Knut Mildner-Spindler | Die Linke             |
| Clara Herrmann                                | Bündnis 90/Die Grünen |
| Andy Hehmke                                   | SPD                   |
| Florian Schmidt                               | Bündnis 90/Die Grünen |

### Borgerpræsentationen i Friedrichshain-Kreuzberg
Distriktets lokale borgerrepræsentation har siden distriktsvalget 18. september 2016 haft følgende sammensætning:
| Parti                 | Pladser |
| --------------------- | ------- |
| Bündnis 90/Die Grünen | 20      |
| Die Linke             | 12      |
| SPD                   | 10      |
| CDU                   | 4       |
| AfD                   | 3       |
| Piratenpartei         | 2       |
| Die PARTEI            | 2       |
| FDP                   | 2       |
| I alt                 | 55      |

### Internationale venskabsbyer
- San Rafael del Sur, Nicaragua (siden 1986)
- Kiryat Yam, Israel (siden 1990)
- Stettin, Polen (siden 1996)
- Kadıköy, Tyrkiet (siden 1996)
- Oborischte, Bulgarien (siden 1999)
- al-Malikiyah, Syrien (2019)

### Nationale venskabsbyer
- Wiesbaden, Hessen (siden 1964)
- Porta Westfalica, Nordrhein-Westfalen (siden 1968)
- Kreis Bergstraße, Hessen (siden 1969)
- Ingelheim am Rhein, Rheinland-Pfalz (siden 1971)
- Landkreis Limburg-Weilburg, Hessen (siden 1980)